# Vespolate
Vespolate (Vispolà in piemontese, Vispulàa in lombardo) è un comune italiano di 2 053 abitanti della provincia di Novara in Piemonte.

## Geografia fisica
Vespolate si trova 12 km a sud sud-est rispetto al capoluogo, nell'area meridionale del Basso Novarese, lungo la Strada statale 211 della Lomellina.

Dista 13 km da Mortara, 17 km da Vigevano, 25 km da Vercelli, 51 km da Milano, 97 km da Torino.
All'interno del territorio comunale scorrono il torrente Agogna, che ne segna parte del confine ovest, ed il torrente Arbogna, ad est dell'abitato, oltre a numerosi canali d'irrigazione artificiali. Poco più ad oriente scorre il Canale Quintino Sella, emissario del Canale Cavour.
Il territorio si presenta quasi interamente pianeggiante ad eccezione di un vasto terrazzo argilloso di origine fluvio-glaciale (pianalto), alto una decina metri, che dalla città di Novara si estende sino all'area nord-occidentale del comune di Vespolate. Nei secoli passati questa zona, offrendo un terreno più asciutto e soleggiato, era coltivata a vigna, mentre oggi risulta ampiamente terrazzata per permettere la coltivazione del riso anche se mantiene alcune zone dall'aspetto collinare.

## Origini del nome
Esistono numerose ipotesi sull'origine del nome senza che sia stata trovata una tesi unanime.
Secondo una delle tesi più accreditate il toponimo deriverebbe dal romano "Nespoletum" (o dal celtico "Nespolate") ossia "luogo coltivato a nespoli", che fa supporre esistesse, in epoche passate, un'abbondante presenza di alberi di nespolo nella zona. Sulle stemma comunale, approvato nel 1930, è stato raffigurato tale albero, posto sotto al pastorale ed alla spada intrecciati, simboli del potere vescovile.

## Storia

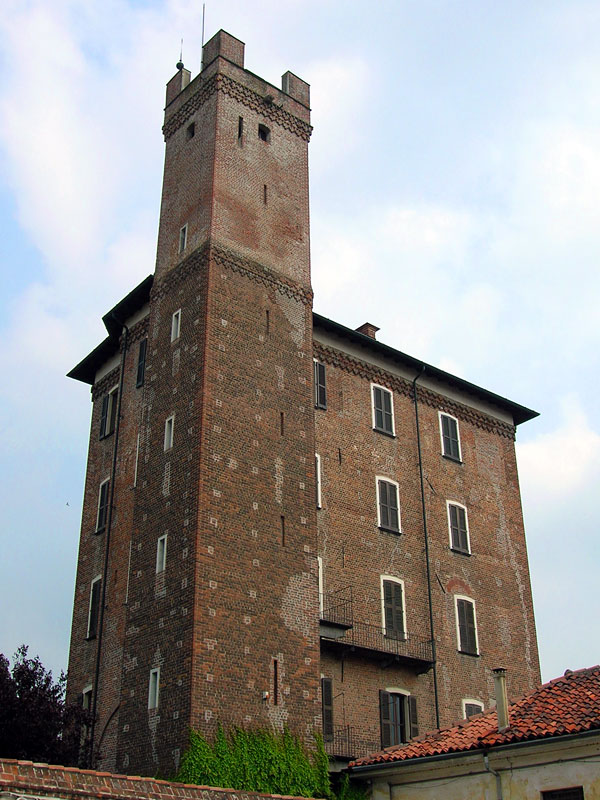
La rocca del castello di Vespolate

### Antichità
Non esistono testimonianze certe sull'epoca di fondazione del paese, sulla base di alcuni ritrovamenti archeologici si suppone che la zona fosse già abitata in epoca romana imperiale o addirittura prima di Cristo da popolazioni celtiche, come la vicina città di Novara.

### Medioevo
Il primo documento in cui si cita il nome di "Vespolate" risale tuttavia solo al 989.
L'attuale centro abitato potrebbe essersi formato in epoca alto medioevale quando iniziò l'edificazione del castello, voluto forse dal vescovo di Novara come difesa dalle invasioni barbariche.
Sicuramente già nell'XI secolo Vespolate era il centro nevralgico della bassa novarese a seguito dell'erezione della chiesa pievana di San Giovanni Battista che amministrava religiosamente l'intera area di territorio tra Novara e Mortara e tra l'Agogna ed il Ticino, fino a Vigevano.
All'inizio dell'XI secolo Vespolate era una curtis retta dal conte di Pombia Uberto I e del vassallo episcopale Ugo Guala; nel 1025 l'imperatore Corrado II il Salico confiscò il borgo e ne donò il possesso al vescovo di Novara Pietro III. Alla morte del vescovo la proprietà tornò nelle mani dei figli di Uberto I che spartirono tra loro i feudi: Vespolate insieme a Ponella e parte di Stodegarda (località oggi scomparse che sorgevano vicino al paese, probabilmente nei pressi del torrente Agogna) passarono al conte Adalberto; tre anni dopo sua morte, nel 1053, il feudo fu smembrato e venduto dalla moglie, forse a saldo di un debito. Nel 1060 l'imperatore Enrico IV rese nuovamente il feudo di Vespolate alla chiesa novarese. Tra il XIV e XVI secolo il novarese passò sotto l'influenza dei Visconti prima e degli Sforza poi, i quali, di volta in volta concessero il feudo di Vespolate a diversi condottieri di ventura (tra cui il Conte di Carmagnola, Bernardino Ubaldini, Donato Borri), sempre in contesa il vescovo di Novara che ne rivendicava il possesso.

### Età moderna
Durante il dominio spagnolo in Italia il territorio fu assegnato ai Farnese ma di fatto erano i Trivulzio ad esercitare il potere, assumendo il titolo di "Conti di Vespolate". Nel 1658 il feudo fu acquistato dai Serafini di Piacenza e nel 1715 dal conte Luigi Caroelli. 
Il marchese milanese Paolo Caroelli di Nibbiola e Garbagna, ereditato dal proprio padre il feudo di Vespolate (del quale la sua famiglia riceveva investitura con il titolo di signore dal vescovo di Novara), refutò questo feudo al Regio Patrimonio del Regno di Sardegna in data 31 luglio 1767. Mons. Marco Aurelio Balbis Bertone ottenne dalla Corona la concessione e l'infeudazione di Vespolate con lettere patenti datate 31 luglio 1767, venendone investito con il titolo di marchese per sé e per i propri successori con lettere patenti del 31 agosto 1767.
A partire dal 1767 il vescovo di Novara assunse, dunque, il titolo di "Marchese di Vespolate".

### Età contemporanea
Il cardinale Giuseppe Morozzo della Rocca, divenuto vescovo di Novara, ottenne dal re di Sardegna con lettere patenti datate 7 ottobre 1817 l'erezione del titolo di marchese di Vespolate, portato dai vescovi di Novara dal 1767, a quello di principe, andato ad aggiungersi a quello di "principe di San Giulio e Orta" (anch'esso concesso ai vescovi novaresi nel 1767). Egli e i suoi successori, così, si intitolarono principi di San Giulio e Orta e principi di Vespolate.
Il dominio vescovile cessò nel 1866 quando le leggi del neonato Regno d'Italia imposero la secolarizzazione dei beni ecclesiastici.
Durante il risorgimento Vespolate si trovò coinvolto negli avvenimenti della prima guerra di indipendenza quando, nel marzo del 1849, fu combattuta la battaglia di Novara tra le truppe di Carlo Alberto e quelle austriache. In particolare qui ebbe temporaneamente sede il quartier generale del maresciallo Radetzky.

### Simboli
Lo stemma è stato concesso con regio decreto del 17 marzo 1930.
Lo stemma si può blasonare:
Il gonfalone, concesso con D.P.R. dell'8 settembre 1983, è un drappo partito di bianco e di azzurro.

## Monumenti e luoghi d'interesse

### Architetture religiose

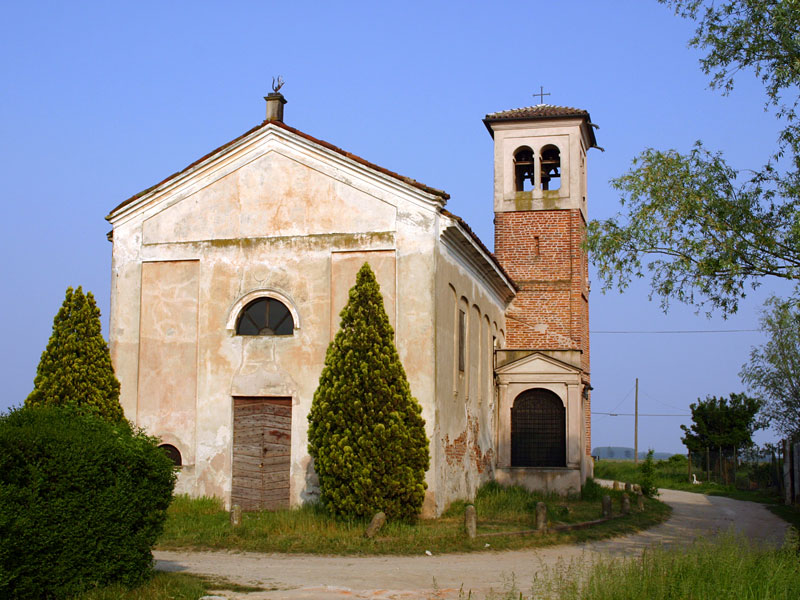
La pieve di San Giovanni

- La pieve di San Giovanni Battista, risalente all'XI secolo, si trova poco fuori del centro abitato, lungo la provinciale che porta a Tornaco. Dell'antica chiesa romanica a tre navate con annesso battistero oggi resta un semplice edificio quadrangolare in muratura ad aula unica, affiancata da un campanile risalente al Seicento, recentemente restaurato. All'interno sono conservati importanti affreschi della pittura novarese risalenti ai secoli tra il 1300 e il 1500, fra i quali spicca il quattrocentesco affresco della pala d'altare, raffigurante la Vergine col bambino in trono tra i santi. La pieve nel 1908 è stata dichiarata monumento nazionale.

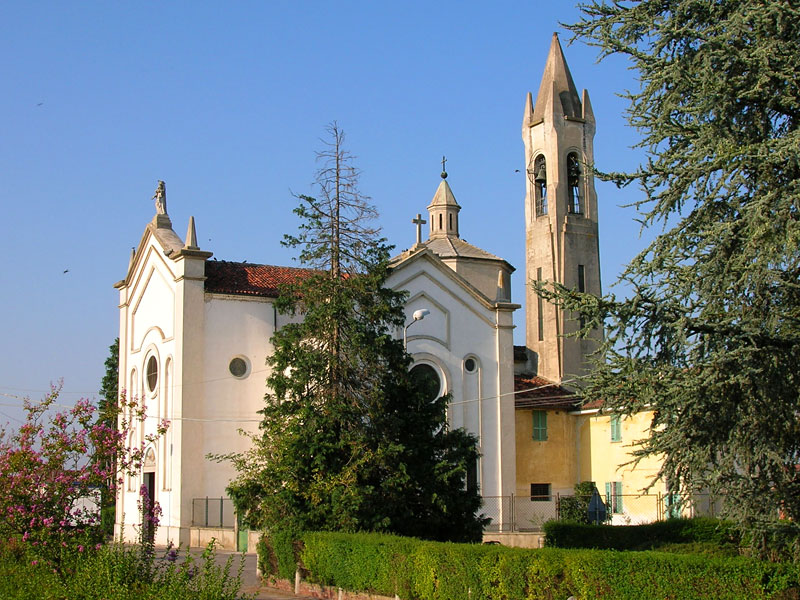
Il santuario della Crocetta

- Il santuario della Madonna della Crocetta, risalente in gran parte al secolo scorso, venne edificato nel luogo in cui sorgeva anticamente una piccola cappelletta dedicata alla Vergine, dove secondo la tradizione popolare, a metà del Seicento, avvenne un miracolo che ridonò la vista perduta in combattimento ad un militare spagnolo. A partire dal 1650, con un'offerta del popolo, venne quindi eretta una prima chiesa (della quale si è conservato l'altare) poi ampliata nei primi anni del XX secolo, fino a raggiungere la struttura attuale nel 1933. Nel 1950 la chiesa venne elevata all'ambito d'onore di "Santuario Mariano". L'antico affresco della Vergine col bambino, risalente al XV secolo, è oggi conservato al centro dell'altare.

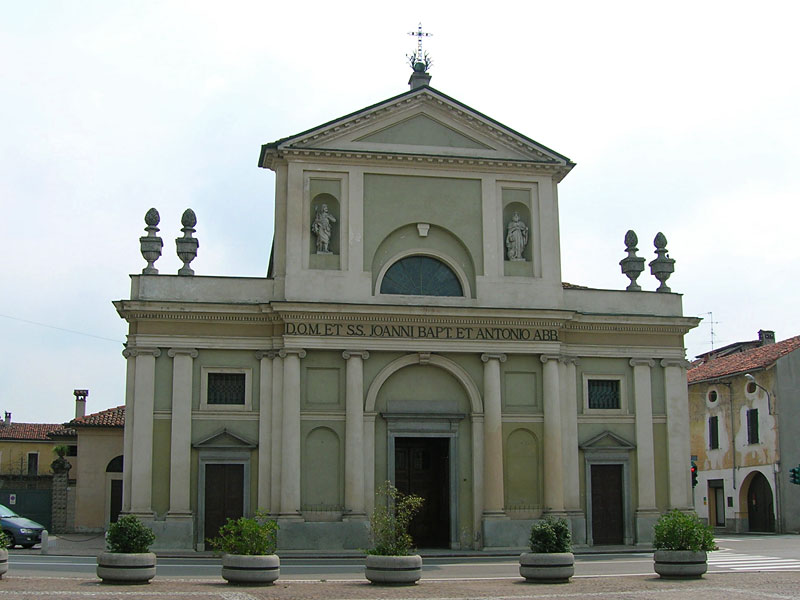
La Parrocchiale

- La chiesa parrocchiale, dedicata ai santi Giovanni Battista e Antonio abate, fu edificata tra il 1535 e il 1590 su un preesistente oratorio dedicato a sant'Antonio e successivamente restaurata nel 1772. L'attuale facciata risale al 1827. La maggior parte degli elementi ed arredi della chiesa risalgono ai secoli XVII e XVIII. Sono del XVI secolo il grande dipinto ad olio, firmato dal milanese Gabriele Bossi, raffigurante la Vergine col bambino tra i due patroni (datato 1572), e l'affresco raffigurante Santa Liberata, conservatosi dalla precedente chiesa.

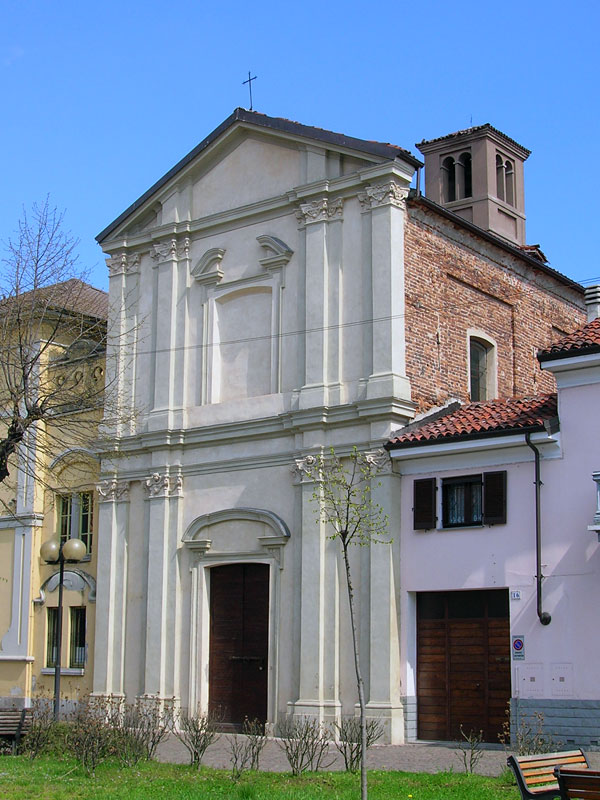
L'oratorio della S.S. Trinità

- L'oratorio della Santissima Trinità (Museo "A.Malandra") è una piccola chiesa a navata unica edificata nel 1704 su una precedente e più piccola chiesa testimoniata già nel 1590. Fino agli anni sessanta del novecento era la sede di una confraternita poi scioltasi. Dopo un lungo periodo di chiusura e abbandono negli anni 2000 la chiesa è stata parzialmente restaurata per ospitare un Museo civico d'arte contemporanea intitolato ad Angela Malandra, madre dello studioso Dino Formaggio, originaria di Vespolate. Dal 2010 l'attività del museo è stata sospesa.

### Architetture militari
- Il castello di Vespolate è un complesso fortificato medioevale, di esistenza testimoniata a partire dal 1053, che costituisce l'attuale centro storico del paese. Si estende su una superficie di circa un ettaro ed era interamente circondato da un fossato. Il complesso era costituito da una serie di casette utilizzate dal popolo come magazzini per riporre i grani ed il vino, a cui era annessa una possente rocca che fu dimora del vescovo di Novara fino al 1868. La struttura, che risale prevalentemente ai secoli XIV-XVI, ha subito ampie trasformazioni che ne hanno stravolto l'antico impianto medioevale. Si conserva in buono stato solo la rocca, oggi di proprietà privata, caratterizzata da un alto palazzo-torre[9].

## Società

### Evoluzione demografica
Abitanti censiti

### Etnie e minoranze straniere
Al 31 dicembre 2009 gli stranieri regolarmente residenti nel comune di Vespolate risultano essere 65, appartenenti a 19 diverse nazionalità.
I principali stati di provenienza dei gruppi etnici presenti sono: Marocco (13), Albania (9), Ucraina (7), Egitto (7), Nigeria (6), Romania (5), Cuba (4) e Brasile (3).

## Cultura

### Feste e ricorrenze
- Durante il mese di maggio, fino all'anno 2009, hanno avuto luogo numerose manifestazioni di promozione del territorio con il fulcro nella "Fiera sulle strade delle risaie", che si teneva l'ultimo fine settimana del mese con esposizione di prodotti tipici agroalimentari, visite guidate alle cascine, cene, serate musicali ed altri eventi.
- La seconda domenica di settembre ricorre la festività della "Madonna della Crocetta" che viene celebrata con diverse manifestazioni; tra il 2000 ed il 2010 si è tenuta la rievocazione storica "Le colpe di Giovannina", tratta dagli atti di un processo per infanticidio avvenuto tra le mura del ricetto nel 1450. La rappresentazione teatrale, che vedeva la partecipazione di alcuni abitanti di Vespolate, è stata scritta da Marco Bossi e Gianni Dal Bello; la regia era di Gianni Dal Bello.

## Economia

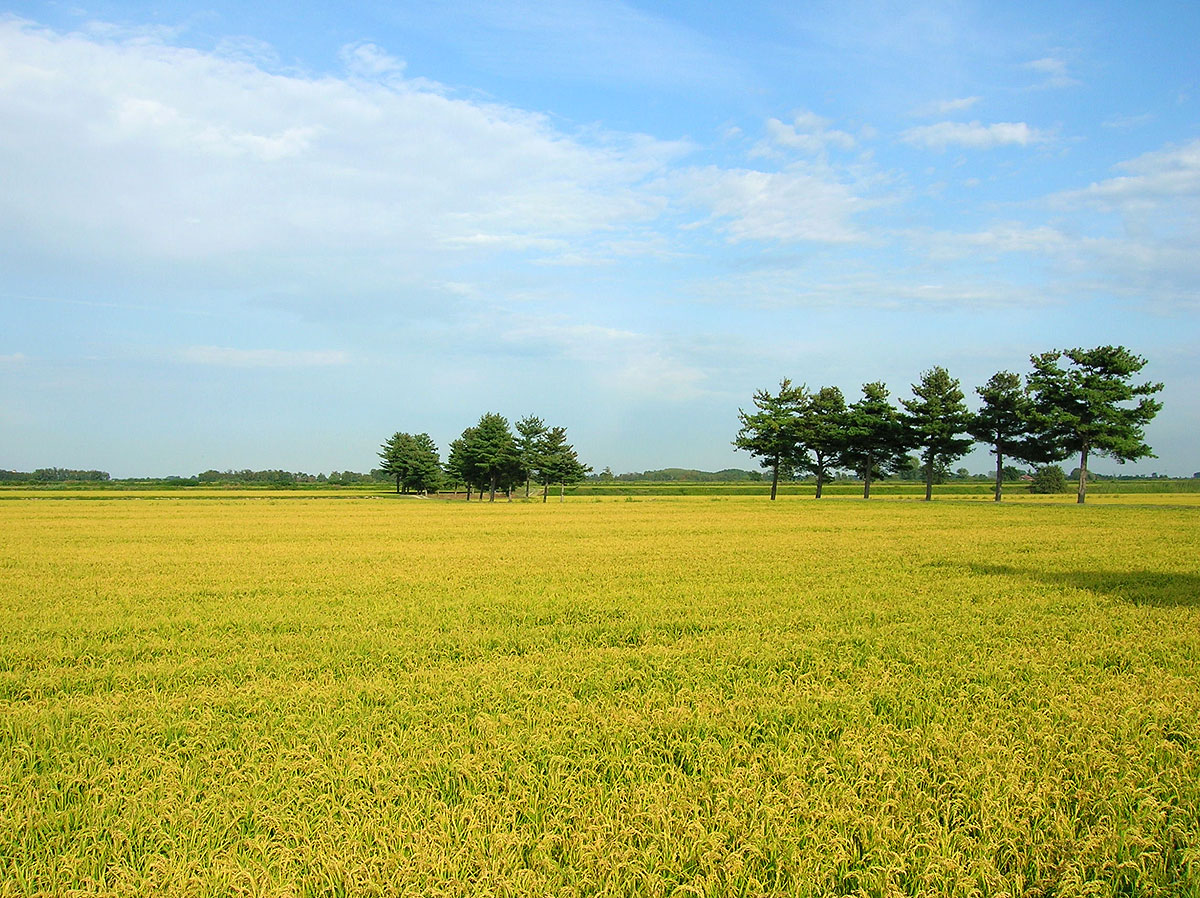
Risaie coltivate sul terrazzo morenico Novara-Vespolate

L'attività economica prevalente è l'agricoltura, specializzata nella coltura del riso.
Le risaie hanno cominciato a diffondersi ampiamente in questa zona a partire dal XVIII secolo, soppiantando le altre colture, avendo qui trovato un terreno molto favorevole (tra i più adatti dell'intera pianura novarese), data l'abbondanza di acqua e l'impermeabilità del terreno. Tra il 1723 ed il 1826 l'estensione delle risaie è più che quintuplicata a scapito principalmente di boschi e vigneti, prima presenti in grande quantità.
Altre coltivazioni oggi diffuse sono grano, mais, soia, pioppi e foraggio.
Non sono presenti nel comune attività industriali di rilievo. Nella prima metà del Novecento l'industria tessile ha ricoperto un ruolo importante. Oggi le piccole industrie presenti appartengono ai settori meccanico, di costruzioni e tessile.
Il terziario è costruito perlopiù da attività limitate al solo ambito del territorio urbano.
Nel 2007 era stato approvato dal consiglio comunale un progetto per la realizzazione di un'area da destinare ad insediamenti produttivi (PIP), mai realizzato, che sarebbe dovuto sorgere tra la strada provinciale e la linea ferroviaria, a sud dell'abitato.

## Infrastrutture e trasporti

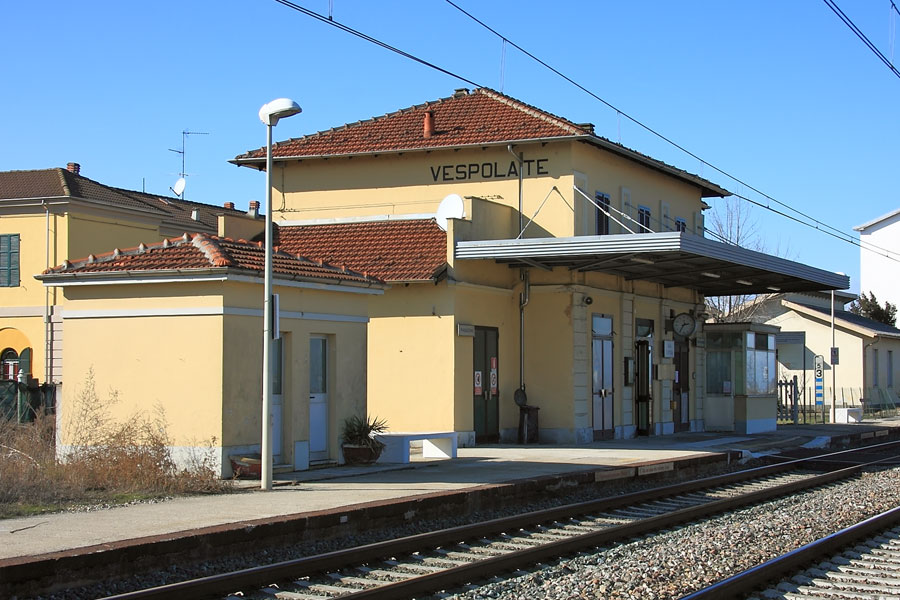
Stazione di Vespolate

### Strade
Dal centro del paese si dipartono quattro arterie stradali: la Strada statale 211 della Lomellina che attraversa l'intero abitato da nord a sud, la SP 78 Vespolate-Robbio in direzione ovest e la SP 8 Vespolate-Tornaco verso est. Dalla SP 78, poche centinaia di metri fuori del paese, si dirama la SP 97 "della Mercadante" mentre dalla SP 8 si stacca la SP 8A diramazione di Terdobbiate.

### Ferrovie
Vespolate è servito da una stazione ferroviaria sulla linea Novara-Alessandria.

## Amministrazione
| Periodo | Periodo | Primo cittadino       | Partito      | Carica  | Note |
| ------- | ------- | --------------------- | ------------ | ------- | ---- |
| 1985    | 1999    | Giovanni Bazzani      | Lista civica | Sindaco |      |
| 1999    | 2009    | Riccardo Dosdegani    | Lista civica | Sindaco |      |
| 2009    | 2019    | Pierluigi Migliavacca | Lista civica | Sindaco |      |
| 2019    | 2024    | Davide Molinari       | Lista civica | Sindaco |      |
| 2024    |         | Silvia Caccia Colombo | Lista civica | Sindaco |      |